# Sōran Bushi
El Sōran Bushi (ソーラン節, en español Danza Soran) es una de las canciones y danzas tradicionales (min'yō) más famosas de Japón. Es una saloma marina que se dice que fue cantada por primera vez por los pescadores de Hokkaido.
La versión comúnmente conocida de la canción y el baile se llama Nanchū Sōran (南中ソーラン) y fue creada en el año 1991 en la escuela secundaria Wakkanai Minami Junior. Utiliza la canción y el texto de Takio no Sōran Bushi de Takio Ito del año 1988, que es una versión modernizada de la canción original con un ritmo más rápido y una música y un texto más modernos. La coreografía fue desarrollada por el bailarín de Butoh Jushō Kasuga, que incluye la actuación sobre las olas del mar, de pescadores arrastrando redes, tirando de cuerdas y cargando equipaje sobre sus hombros. La escuela recibió una mención de honor en la Convención Nacional de Premios de Danza y Canción Folclórica en el año 1992, y un año después el Gran Premio del Primer Ministro de Japón. Esto hizo que la canción y el baile fueran conocidos a nivel nacional, por lo que este baile se enseña en casi todas las escuelas del Japón como parte del plan de estudios.
Durante intervalos regulares del baile, las palabras "¡ Dokkoisho ! ¡ Dokkoisho!" y "¡ Soran ! ¡ Soran !" son coreadas. Esas palabras fueron utilizadas en el pasado para animar al pescador durante su trabajo.

## Letra y traducción
Un extracto promedio de las muchas versiones de texto de "Sōran Bushi"
|  | Japonés (Rōmaji): Yāren sōran sōran Sōran sōran sōran (hai hai!) Nishin kita ka to kamome ni toeba, Watasha tatsu tori nami ni kike choi. CORO (kakegoe) Yasa e en ya sa dokkoisho (a dokkoisho, dokkoisho!) Yāren sōran... Oyaji tairyō da mukashi to chigau toreta nishin wa ore no mono choi Yāren sōran... Ichi-jō-go-shaku no ro o kogu fune mo horeta ano go nya te mo choi Yāren sōran... Tama no suhada ga shibuki ni nurerya uwaki kamome ga mite sawagu choi | Traducción al español: ¡¡¡Si!!! Soran, soran, soran, soran, soran, soran. (¡sí, sí!) Cuando escuchamos el parloteo de las gaviotas en alta mar, sabemos que no podemos renunciar a nuestra vida de pescadores en el océano CORO ¡Pónganse de espaldas! ¡Tienen que! ¡Tienen que! (¡Empujar, si! ¡Empujar, si!) ¡¡¡Si!!! Soran... Jefe, le digo, el tamaño de ese arenque es diferente de todos los demás. Y es todo MÍO. ¡¡¡Si!!! Soran... Incluso si remo cuatro metros y medio, no podría llamar la atención de esa chica. ¡¡¡Si!!! Soran... Una gaviota voladora gorjea de emoción Al ver mi piel desnuda, reluciente con las olas del océano. |